# Riley Andersen
Riley Elphaba Andersen és el personatge protagonista de la pel·lícula Inside Out. És una nena d'11 anys que adora l'hoquei.

## Antecedents

### Aspecte
Riley és una pre-adolescent de 12 anys (abans del curt, 11) amb els cabells rossos de longitud mitjana fosc, amb serrell de banda, i celles rosses més fosques i ulls blaus, mentre que els seus pares tenen els cabells castany i ulls negres, rangs excessius. Porta una jaqueta groga amb cremallera i butxaques. Els seus pijames són una samarreta morada amb el dibuix d'un mico.

## Personalitat
La personalitat de Riley contribueix al seu comportament primari a la pel·lícula. En general Riley és una persona honesta, maldestre i alegre quan està continguda. Tot i això, en la preadolescència, Riley adquireix un caràcter més sentimental, tímid i es torna més incerta de si mateixa.
Riley estranya Minnesota, i tem que els seus pares sàpiguen que està molesta perquè volen que accepti la seva nova vida i que sempre ha estat la seva "nena feliç". A mesura que passa el temps, es torna emocionalment vulnerable i entra en depressió apàtica al punt d'intentar fugir. En arribar a casa seva, admet que està molt deprimida per la seva nova vida i abandonar Minnesota i els seus pares la consolen fins que finalment s'adapta a la nova vida.

## Curiositats
- El personatge està inspirat en la filla de Peter Docter, Elie.[1][3]
- Les cinc emocions de Riley tenen una forma concreta. El color d'Ira fa referència a una rajola vermella, Por és de color morat, representant l'angoixa i els nervis. Tristesa és de color blau i està inspirada en una llàgrima, mentre que Fàstic està inspirada en un bròquil (alguna cosa irònica ja que ella ho odia). Finalitzant, hi ha Joia que està inspirada en una estrella a causa de la seva forta llum i la seva extremadament positiva personalitat.[4]